# Regulus (schip, 1944)
De Regulus was een schip dat als mijnenveger/vliegtuigmoederschip voor de Gouvernementsmarine werd gebouwd. Op 2 maart 1942 werd het casco op de helling door marinepersoneel vernield en in brand gestoken. Het werd echter alleen licht beschadigd aan het achterschip. Na de bezetting door Japan werd het schip door de Japanners gerepareerd en afgebouwd als kanonneerboot Nankai.
23 september 1944 liep het schip op een mijn van de USS Bowfin (SS-287), een Amerikaanse onderzeeboot, die daar op 29 januari van dat jaar was gelegd. Het schip werd op Sebuku, een eiland ten zuidoosten van Borneo, aan de grond gezet, maar weer geborgen en hersteld. Op 16 juli 1945 werd het schip om 05.00 uur in de Javazee getorpedeerd door de USS Blenny (SS-324), een andere Amerikaanse onderzeeboot, op 150 zeemijl ten westen van Soerabaja, waarna het schip zonk.

## Naam
Gebruikelijk is dat de naam van schepen van de Koninklijke Marine ook bestaat uit Hr.Ms. of Zr.Ms.. Dit predicaat betreft echter schepen die de wimpel voeren, wanneer zij in dienst zijn, onder het bevel van een officier of onderofficier van de Koninklijke marine staan en een militaire bemanning hebben. Dit schip is echter pas in dienst gesteld door de Japanse Marine.